# Bastian Oczipka
Bastian Oczipka (* 12. Januar 1989 in Bergisch Gladbach) ist ein ehemaliger deutscher Fußballspieler. Der Außenverteidiger stand zuletzt bei Arminia Bielefeld unter Vertrag.

## Karriere

### Jugend im Rheinland
Der auf der linken Außenbahn in der Verteidigung spielende Oczipka hatte in seiner Geburtsstadt die Jugendmannschaften der Vereine SV Blau-Weiß Hand und SSG 09 Bergisch Gladbach durchlaufen, bevor er sich 1999 der Jugendabteilung des Bundesligisten Bayer 04 Leverkusen anschloss.
Als A-Jugendlicher gewann Oczipka mit Bayer Leverkusen unter dem Trainer Thomas Hörster die Meisterschaft der A-Junioren-Bundesliga 2006/07. In der Folgesaison 2007/08 absolvierte er weitere 24 Spiele für Leverkusen in der U-19-Bundesliga, belegte mit der Mannschaft aber nur den dritten Rang der Abschlusstabelle ihrer Staffel und verpasste damit die Endrunde, gewann allerdings den DFB-Junioren-Vereinspokal 2007/08 im Finale gegen Borussia Mönchengladbach.
Für die von Horst Hrubesch trainierte U-19-Nationalmannschaft absolvierte er bei der U-19-Europameisterschaft 2008 mit Einwechselungen im Vorrundenspiel gegen Ungarn und im Finale gegen Italien, das Deutschland 3:1 gewann, seine ersten zwei Einsätze.

### Leihspieler in Rostock
Zur Saison 2008/09 band Bayer Leverkusen Oczipka zunächst mit einer Vertragslaufzeit bis 2012 an den Verein und setzte ihn in der von Ulf Kirsten trainierten Zweitvertretung ein, die in der viertklassigen Regionalliga antrat. Nach zwei Einsätzen zu Saisonbeginn wurde Oczipka jedoch für zwei Spielzeiten an den Zweitligisten F.C. Hansa Rostock ausgeliehen, der 2008/09 unter Frank Pagelsdorf den direkten Wiederaufstieg in die Bundesliga anvisierte. Dabei hatte sich Hansa im Vorfeld dieses Transfers noch um eine Verpflichtung des Leverkusener Außenbahnspielers Sascha Dum bemüht, die jedoch nicht zustande gekommen war.
Zunächst lief Oczipka in Rostock für die von Thomas Finck trainierte Zweitvertretung in der Regionalliga auf und debütierte am 3. September 2008 gegen Österreich für die nun von Horst Hrubesch trainierte U-20-Nationalmannschaft. Noch im gleichen Monat absolvierte Oczipka seine ersten Pflichtspieleinsätze für die Lizenzmannschaft des F.C. Hansa, als er in der zweiten Runde des DFB-Pokals 2008/09 gegen Frankfurt sowie am folgenden sechsten Spieltag der 2. Bundesliga gegen St. Pauli eingesetzt wurde. Daraufhin etablierte sich Oczipka als Stammspieler in Hansas Defensive und absolvierte während der Saison insgesamt 29 Einsätze, wobei Rostock trotz des zunächst angestrebten Wiederaufstiegs gegen den Abstieg in die 3. Liga spielte. In der Folgesaison 2009/10 lief Oczipka in weiteren 13 Partien für Rostock auf, kam ab dem 15. Spieltag aufgrund der Konkurrenz durch Bradley Carnell jedoch nicht mehr zum Einsatz. In der Winterpause wurde Oczipkas Leihvertrag daraufhin aufgelöst, wofür Hansa eine Entschädigungszahlung in Höhe von 24.000 Euro erhielt.

### Leihspieler bei St. Pauli
Oczipka schloss sich nun stattdessen dem Ligakonkurrenten FC St. Pauli an, der mit Bayer Leverkusen einen Leihvertrag über eineinhalb Jahre abschloss. Für St. Pauli absolvierte Oczipka zunächst 16 Zweitliga-Einsätze, mit denen er zum Aufstieg der Hamburger in die Bundesliga beitrug. Dabei gelang ihm am 14. März 2010 im Heimspiel gegen Oberhausen auch sein erstes Tor in einer Profiliga. In der Erstliga-Spielzeit 2010/11 bestritt Oczipka daraufhin 20 Einsätze für den gegen den Abstieg spielenden Verein, bis er im Februar 2011 im Spiel gegen Borussia Dortmund einen Knöchelbruch erlitt und für die restliche Saison ausfiel.

### Rückkehr nach Leverkusen
Obwohl St. Pauli Interesse an einer Weiterverpflichtung über die Leihdauer hinaus zeigte, kehrte Oczipka im Sommer 2011 nach Leverkusen zurück. Allerdings kam er für Bayer in der Saison 2011/12 nur zu neun Bundesligaeinsätzen und zu drei Einsätzen in der Champions League.

### Eintracht Frankfurt
In der Sommerpause 2012 wechselte Oczipka zum Bundesligaaufsteiger Eintracht Frankfurt. Über die Ablösesumme wurde Stillschweigen vereinbart. In seiner ersten Spielzeit für die Hessen bestritt er 33 Spiele, in denen er neun Tore vorbereitete, und qualifizierte sich mit der Mannschaft über Platz sechs für den Europapokal. Im März 2015 verlängerte Oczipka seine Vertragslaufzeit bei Eintracht Frankfurt um weitere drei Jahre bis 30. Juni 2018.

### FC Schalke 04
Im Sommer 2017 wechselte Oczipka zum FC Schalke 04 und erhielt einen bis zum 30. Juni 2020 laufenden Vertrag. In seiner ersten Saison wurde der Verteidiger mit den Königsblauen Vizemeister und qualifizierte sich für die Champions League, aus der er mit Schalke im Achtelfinale gegen Manchester City ausschied. Der Stammspieler, der nur aufgrund einer Leistenoperation mehrere Partien verpasst hatte, erhielt Mitte Januar 2020 eine Vertragsverlängerung bis Juni 2023. Nach dem Abstieg in der Saison 2020/21 verließ Oczipka den Verein; sein Vertrag galt nur für die 1. Bundesliga.

### Union Berlin
Am 30. August 2021, nach dem dritten Spieltag der Bundesligasaison 2021/22, schloss er sich dem 1. FC Union Berlin an.

### Arminia Bielefeld
Am 22. Juli 2022 wechselte er wegen seines ausgelaufenen Vertrags ablösefrei zum Zweitligisten Arminia Bielefeld.

### Karriereende
Am 14. August 2023 gab er sein Karriereende bekannt.